# Gle Meunasah
Gle Meunasah är en kulle i Indonesien.   Den ligger i provinsen Aceh, i den västra delen av landet, 1 800 km nordväst om huvudstaden Jakarta. Toppen på Gle Meunasah är 59 meter över havet.
Terrängen runt Gle Meunasah är platt åt sydväst, men åt nordost är den kuperad.Runt Gle Meunasah är det ganska glesbefolkat, med 50 invånare per kvadratkilometer. I omgivningarna runt Gle Meunasah växer i huvudsak städsegrön lövskog.